# Prokrastination

Studentensyndrom (in Anlehnung an eine Grafik von Lawrence P. Leach)

Als Prokrastination (vom lateinischen Substantiv procrastinatio („Aufschub“, „Vertagung“), das zusammengesetzt ist aus dem Präfix pro- („vor-", vorwärts-“) und dem Substantiv crastinum,-i („morgiger Tag“; vgl. das Adverb cras = „morgen“)), auch „extremes Aufschieben“, wird das Leiden an einer Störung bezeichnet, die durch ein unnötiges Vertagen des Beginns oder durch Unterbrechen von Aufgaben gekennzeichnet ist, sodass ein Fertigstellen nicht oder nur unter Druck zustande kommt. Das Gegenteil der Prokrastination ist die Präkrastination, d. h., alles möglichst schnell erledigen zu wollen.

## Allgemeines
Umgangssprachlich wird von „Bummelei“, „Aufschieberitis“ oder „Drückebergeritis“ gesprochen. Dies geht oft mit einem Leidensdruck einher. Die Störung wird insbesondere bei Personen beobachtet, die überwiegend selbstbestimmt arbeiten, wie Studenten oder Journalisten. Betroffene leiden meist dauerhaft darunter und berichten teilweise, bereits zu Schulzeiten Probleme gehabt zu haben, die sich in ihrem späteren Berufs- und Privatleben fortgesetzt haben. Eine genaue Prävalenz-Angabe ist wegen der ungenauen Kriterien zur Diagnose als Störungsbild schwierig. Studien schätzen diese auf zwischen 10 und 30 Prozent. Schätzungen für die Prävalenz unter Studierenden liegen zwischen 20 und 30 %.

## Abgrenzung zum Trödeln
Pathologisches Aufschieben muss unterschieden werden vom alltäglichen Trödeln, zum Beispiel vom 
- Aufschieben bei ungeliebten (aversiven) Aufgaben,
- Vertagen von Aufgaben aufgrund anderer, nötiger Prioritätensetzung,
- erfolgreichen Arbeiten kurz vor einer Frist, wodurch es weder zu Leistungseinbußen noch zu subjektivem Leiden kommt.

Im Jahr 1997 prägte Eliyahu M. Goldratt den Begriff „Studentensyndrom“ als Synonym für „Prokrastination“. Dieser Begriff wird insbesondere im Bereich des Critical-Chain-Projektmanagement (und auch im Bildungswesen) verwendet.

## Störungsbild
Prokrastination bezeichnet ein Verhalten, das dadurch gekennzeichnet ist, dass Aufgaben trotz vorhandener Gelegenheiten und Fähigkeiten entweder nicht oder erst nach sehr langer Zeit und dabei oft zu spät erledigt werden. Stattdessen werden häufig Alternativtätigkeiten ausgeführt, die relativ angenehmer sind oder unmittelbare Verstärkung ermöglichen (z. B. Putzen). Es führt zu subjektivem Leiden, da die Betroffenen ihre Aufgaben gar nicht oder nur unter sehr großen Mühen fertigstellen.
In Analogie zu DSM-Kriterien anderer klinischer Störungen (Kriterien aus dem Diagnostic and Statistical Manual of Mental Disorders, die festlegen, ab wann jemand z. B. eine Depression oder bestimmte Angststörung hat) wurden Merkmale definiert, die mithilfe des DKP (Fragebogen zu den Diagnosekriterien Prokrastination) erfasst werden können. Dennoch wird Prokrastination weder im DSM noch im ICD als eigenständige psychische Störung aufgeführt.
Betroffene tun überwiegend nicht mehr das, was sie eigentlich tun wollen, und leiden häufig auch unter Selbstabwertung. Prokrastination beeinträchtigt nicht nur das psychische Wohlbefinden, sondern kann zudem zu ernsthaften beruflichen und persönlichen Konsequenzen führen. Es ist nicht mit Faulheit zu erklären, sondern es handelt sich um ein ernsthaftes Problem der Selbststeuerung. Für die akademische Prokrastination typisch ist eine hyperbelartige Verteilung der Aufgabenbewältigung in der Gesamtpopulation zwischen Zeitpunkt der Aufgabenstellung und Abgabetermin.

### Entscheidungsfaktoren
Betroffene entscheiden, was sie fortführen und was sie ausführen, abhängig von mehreren Faktoren. Dazu zählen:
- Momentane Stimmung
- Auswirkung der Tätigkeit auf die Stimmung
- Antizipation von Misserfolg und Erfolg
- Ergebnis der Abwägung von Kosten und Nutzen zwischen später tun und jetzt tun[8]

### Folgen
Auch wenn häufig zwischen akademischer (= studentischer) und Alltagsprokrastination unterschieden wird, sind in der Regel beide Bereiche in ähnlicher Weise betroffen. Konsequenzen sind:
- Schlechtere Leistung
- Anhaltende Unzufriedenheit
- Schuldgefühle
- Körperliche Beschwerden
- Psychische Beschwerden

Zu den körperlichen und psychischen Beschwerden gehören zum Beispiel Muskelverspannungen, Schlafstörungen, Herz- und Kreislaufprobleme, Magen- und Verdauungsprobleme, innere Unruhe, Anspannung, Druckgefühl, Angst oder Hilflosigkeit.

### Bulimielernen
Prokrastination beim Lernen und damit verbundener Zeitmangel führt häufig zum umgangssprachlich bezeichneten Bulimielernen, bei dem die betroffene Person den zu lernenden Stoff kurzfristig auswendiglernt, um ihn in der Leistungsbeurteilung aufzählen zu können, ihn jedoch nach der Abfrage relativ schnell wieder vergisst und dadurch mangels Übung und tiefgreifenden Verständnisses meist nicht auf ähnliche Probleme anwenden kann.

## Bedingungen
Das Verhalten tritt insbesondere dann zutage, wenn die Bedingungen zur Zielerreichung wenig konkret sind, aber auch, wenn die Aufgabe als besonders groß oder aus anderen Gründen als besonders unangenehm (aversiv) wahrgenommen wird. In der Literatur wird ein behaviorales Bedingungsmodell zur Entstehung und Aufrechterhaltung des Aufschiebeverhaltens angenommen (vgl.). Danach hat man immer die Möglichkeit, eine Aufgabe später (Längskonkurrenz) zu erledigen oder jetzt (Querkonkurrenz) eine andere Tätigkeit zu wählen. Durch das Nicht-Ausführen der unangenehmen Tätigkeit kommt es einerseits durch den vorübergehenden Wegfall negativer Gefühle und Konsequenzen zu einer Spannungsreduktion und dadurch im Sinne von Konditionierungstheorien zu negativer Verstärkung, durch das Ausführen einer im Vergleich weniger unangenehmen, also positiveren Tätigkeit (z. B. Putzen) kommt es zudem zu positiver Verstärkung. Beides sorgt kurzfristig für ein besseres Gefühl, langfristig aber zu Leistungsrückstand, Stress, Selbstabwertung und schlechtem Gewissen. Dieses Modell sollte immer individuell angepasst werden – insbesondere wenn es um die individuellen prokrastinationsfördernden Bedingungen geht. Darauf weisen die Autoren ausdrücklich hin.
Damit dieses Verhalten als nicht-selbstwertschädigend empfunden wird, kommt es bei Betroffenen oft zu einer Reihe von Rationalisierungen, mit denen das Verhalten dann vermeintlich erklärt wird. Einige Forscher unterscheiden zudem zwischen aktivem und passivem Prokrastinieren: Während der erste Typ (active/arousal) absichtlich bis zum letzten Moment wartet und dann aktiv durcharbeitet, zeigt der zweite (passive/avoidant) Vermeidung und Nichterledigen. Empirisch hängen beide aber stark miteinander zusammen, eine Unterscheidung scheint in der Praxis aufgrund des hohen Zusammenhangs der beiden vermeintlichen Typen (Korrelation von r = 0.68) jedoch unangemessen. Je nach Kriterium und Studie bezeichnen sich 10 bis 75 % der Befragten als „Aufschieber“. Die geschätzte Häufigkeit hängt demnach extrem davon ab, wie eine Studie nach dem Aufschieben fragt. Prokrastination im Sinne „problematischen“ oder „extremen“ Aufschiebens ist deutlich seltener, Studien sprechen für eine Auftretenshäufigkeit von durchschnittlich 10 %, auch nach den Diagnosekriterien Prokrastination (DKP) der Prokrastinationsambulanz der Universität Münster.

## Diagnostik
Zur Diagnostik können neben störungsspezifischen Instrumenten (Academic Procrastination State Inventory, APSI+; Allgemeiner Prokrastinationsfragebogen, APROF; DKP) auch Fragebögen zur Differentialdiagnostik eingesetzt werden, um nicht nur Komorbiditäten zu erfassen, sondern auch andere Erkrankungen zu ermitteln, die möglicherweise die Störung besser erklären.

### Differentialdiagnostik
Auch Prüfungsangst, Minder- oder Hochbegabung, kognitive Beeinträchtigungen und/oder defizitäre Lern- und Arbeitstechniken können die Leistungsfähigkeit beeinträchtigen und sollten als Erklärungen ausgeschlossen werden. Weiter sind unrealistischer Perfektionismus und Self-Handicapping, um befürchtete Misserfolge zu erklären, in Betracht zu ziehen.
Prokrastination kann auch ein Teil-Symptom einer umfassenderen Krankheit sein. So könnte auch eine bestehende AD(H)S die Störung des Selbstmanagements erklären. Auch sollte abgeklärt werden, ob die Leistungseinbußen auf eine möglicherweise bestehende Depression zurückzuführen sind. Es sollte auch geprüft werden, ob eine zwanghafte oder narzisstische Persönlichkeitsstörung vorliegt, die die Durchführung oder das Beenden der Aufgabe behindern. Weiter sind Suchtkrankheiten, Psychosen und Angststörungen in Betracht zu ziehen.

## Behandlungsansätze
Ziel einer Behandlung sollte eine Verbesserung der Selbststeuerung sein. Prokrastination ist bisher noch nicht in die gängigen Klassifikationssysteme psychischer Störungen (DSM-5, ICD 10) aufgenommen worden. Dennoch gibt es Behandlungsansätze, deren Wirksamkeit systematisch evaluiert wurde: Im Allgemeinen scheinen psychologische Behandlungsmethoden zwar nur geringen Nutzen bei Prokrastination zu haben, es kann jedoch zu erheblichen Abweichungen zwischen unterschiedlichen Behandlungsansätzen kommen. Zum Beispiel ist Kognitive Verhaltenstherapie (CBT) mit einem moderaten Nutzen verbunden.
Ein aktueller, manualisierter Ansatz aus der kognitiven Verhaltenstherapie besteht aus verschiedenen Bausteinen, deren Wirksamkeit in verschiedenen Studien belegt wurde.
Innerhalb eines Modells zur Realisierung von Absichten (sog. Rubikonmodell) können die kritischen Punkte im Ablauf identifiziert werden. Diese bestehen oft in der Planungsphase und Handlungsvorbereitung sowie im Übergang zur Ausführung, wo insbesondere die Handlungsinitiierung relevant ist.
Die Module (pünktlich Beginnen, realistisch Planen, Arbeitszeitrestriktion und Bedingungsmanagement) können sich einzeln oder in Kombination an eine Selbstbeobachtung mithilfe eines Arbeitstagebuchs anschließen.
Während die beiden ersten Module die kritischen Phasen des Rubikonmodells betreffen, kann ein drittes Modul zum Einsatz kommen, das aus Arbeitszeitrestriktion und Bedingungsmanagement besteht. Im Modul „Pünktlich Beginnen“ geht es darum, einen vorgenommenen Zeitpunkt wirklich einzuhalten, konkrete Vorkehrungen dafür zu treffen und sich aktiv in die richtige Arbeitsstimmung zu bringen. Das Modul „Realistisch Planen“ arbeitet mit konkreten Gelegenheitsvorsätzen bezüglich Zeit, Ort, geplantem Inhalt und Dauer sowie einem Umfang der geplanten Aufgabe, der dem Leistungsvermögen angepasst ist, sowie motivierenden Gedanken. Das Modul „Arbeitszeitrestriktion“ ist die modernste und derzeit erfolgreichste Methode zur Behandlung von Prokrastination – hier wird mittels Arbeitszeitverknappung die Attraktivität der Arbeitszeit und damit der Aufgabe erhöht, da zu Beginn lediglich zwei feste Zeitfenster pro Arbeitstag festgelegt werden, über deren Dauer hinaus nicht gearbeitet werden darf. Diese werden individuell an die zuvor untersuchte durchschnittliche Arbeitszeit angepasst und dürfen erst dann vergrößert werden, wenn die zuvor definierten Zeiten effizient genutzt wurden. Die Methode erhöht die tägliche aktive Arbeitszeit an der Aufgabe, reduziert das Aufschieben, erhöht die Effizienz der Arbeitszeit und führt zu einer besseren Trennung von Arbeit und Freizeit.

## Arbeitswelt
Von Prokrastination im Allgemeinen können alle Personen oder Funktionsträger betroffen sein, zum Beispiel Arbeitnehmer, Beamte, Führungskräfte, Mitarbeiter, Schüler oder Studenten. Unwichtige, unbequeme oder weniger interessante Aufgaben werden gerne aufgeschoben. Man unterscheidet zwischen Personen, die aufschieben, um Spannung in ihr Leben zu bringen (Erregungsaufschieber) und Personen, die negative Gefühle vermeiden wollen (Vermeidungsaufschieber). In der Arbeitswelt gilt zudem besonders das Gefühl der Überforderung mit den anstehenden Aufgaben als wichtiger Grund. Dieses entsteht zum Beispiel durch hohe Arbeitsbelastung, Perfektionismus oder mangelnde Kompetenz, Aufgabenblöcke aufzuteilen.